# كليو باول
كليو باول (بالإنجليزية: Cleo E. Powell) هي قاضية ومحامية أمريكية، ولدت في 12 يناير 1957 في مقاطعة برونزويك في الولايات المتحدة.